# Tuvalu na Mistrzostwach Świata w Lekkoatletyce 2009
Tuvalu na Mistrzostwach Świata w Lekkoatletyce 2009, reprezentowane było przez 2 zawodników - 1 kobietę i 1 mężczyznę. Żaden z tych sportowców nie zdobył medalu podczas zawodów. Był to pierwszy w historii występ Tuvalu na lekkoatletycznych mistrzostwach świata.

## Lekkoatleci

### Bieg na 100 m kobiet
- Asenate Manoa – 56. miejsce w kwalifikacjach (13.75 sek.)

### Bieg na 100 m mężczyzn
- Okilani Tinilau – 82. miejsce w kwalifikacjach (11.57 sek.)